# Distrito electoral federal 31 del estado de México
El XXXI Distrito Electoral Federal del Estado de México es uno de los 300 Distritos Electorales en los que se encuentra dividido el territorio de México para la elección de diputados federales y uno de los 40 en los que se divide el Estado de México. Su cabecera es Ciudad Nezahualcóyotl.
El trigésimo primer distrito del Estado de México se localiza en la región noreste del Valle de México. Desde 2022 el distrito electoral está conformado por la región sureste del municipio de Nezahualcóyotl, lo integran las colonias Benito Juárez, Ampliación Vicente Villada y Metropolitana 3ra Sección. Lo conforman 274 secciones electorales.

## Distritaciones anteriores

### Distritación 1996 - 2005
Entre 1996 a 2005 el territorio del Distrito XXXI fue conformado por la región sureste del municipio de Nezahualcóyotl, lo integraban colonias como Rey Neza, La Perla, Las Águilas y Reforma. Las colonias Ejidos de San Agustín pertenecían al Distrito 25. Su cabecera distrital era Ciudad Nezahualcóyotl.
El Distrito electoral 31 fue creado por la reforma política de 1977 que elevó los hasta entonces 15 distritos electorales del Estado de México a 31, por lo que ha elegido diputados a partir de la Legislatura LI en 1979.

### Distritación 2005 - 2017
Entre 2005 y 2017 en territorio del distrito electoral federal fue conformado por la región sureste del municipio de Nezahualcóyotl, lo integraban colonias como Rey Neza, La Perla, Las Águilas y Ejidos de San Agustín. Su cabecera distrital era Ciudad Nezahualcóyotl.

### Distritación 2017 - 2022
Tras la distritación electoral nacional de 2014-2017 llevada a cabo por el Instituto Nacional Electoral, el territorio del distrito electoral federal fue conformado por la región sureste del municipio de Nezahualcóyotl. Lo integraban colonias como General Vicente Villada, Ampliación Vicente Villada, Ejidos de San Agustín y Reforma. Su cabecera distrital era Ciudad Nezahualcóyotl.

## Diputados por el distrito
- LI Legislatura
  - (1979 - 1982): Héctor Moreno Toscano
- LII Legislatura
  - (1982 - 1985): Enrique Riva Palacio Galicia
- LIII Legislatura
  - (1985 - 1988): José Encarnación Alfaro Cázares
- LIV Legislatura
  - (1988 - 1991): Cuauhtémoc de Anda Gutiérrez
- LV Legislatura
  - (1991 - 1994): Juan Adrián Ramírez García
- LVI Legislatura
  - (1994 - 1997): Mario Vázquez Hernández
- LVII Legislatura
  - (1997 - 2000): Antonio Cabello Sánchez
- LVIII Legislatura
  - (2000 - 2003): Rodrigo Carrillo Pérez
- LIX Legislatura
  - (2003 - 2005): Héctor Miguel Bautista López 
  - (2005 - 2006): Marcos Álvarez Pérez
- LX Legislatura
  - (2006 - 2009): Juan Hugo de la Rosa García
- LXI Legislatura
  - (2009 - 2010): Germán Osvaldo Cortez Sandoval 
  - (2010 - 2012): Blanca Juana Soria Morales
- LXII Legislatura
  - (2012 - 2015): Víctor Manuel Bautista López
- LXIII Legislatura
  - (2015 - 2018): Armando Soto Espino
- LXIV Legislatura
  - (2018 - 2021): Juan Ángel Bautista Bravo
- LXV Legislatura
  - (2021 - 2024): Juan Ángel Bautista Bravo
- LXV Legislatura
  - (2024 - 2027): Juan Ángel Bautista Bravo

## Resultados electorales

### Elecciones de 2024
|  | 50.97 % |

|  | 22.02 % |

|  | 12.60 % |

|  | 5.08 % |

|  | 3.60 % |

|  | 0.09 % |

|  | 5.64 % |

|  | 100.00 % |

|  | 62.71 % |

### Elecciones de 2021
|  | 42.64 % |

|  | 25.45 % |

|  | 21.59 % |

|  | 1.94 % |

|  | 1.58 % |

|  | 1.53 % |

|  | 1.47 % |

|  | 0.61 % |

|  | 0.07 % |

|  | 3.12 % |

|  | 100.00 % |

|  | 50.71 % |

### Elecciones de 2018
|  | 48.21 % |

|  | 30.76 % |

|  | 18.04 % |

|  | 0.06 % |

|  | 2.93 % |

|  | 100.00 % |

|  | 64.80 % |

### Elecciones de 2015
|  | 49.78 % |

|  | 23.75 % |

|  | 7.94 % |

|  | 3.56 % |

|  | 2.74 % |

|  | 2.30 % |

|  | 2.21 % |

|  | 1.88 % |

|  | 1.09 % |

|  | 0.19 % |

|  | 4.51 % |

|  | 100.00 % |

|  | 45.63 % |

### Elecciones de 2009
|  | 32.09 % |

|  | 29.93 % |

|  | 9.31 % |

|  | 8.98 % |

|  | 7.45 % |

|  | 3.39 % |

|  | 1.48 % |

|  | 0.29 % |

|  | 7.06 % |

|  | 100.00 % |